# Blexen
Blexen is een plaats in de Duitse gemeente Nordenham, deelstaat Nedersaksen, en telt 2750 inwoners. Het ligt op de uiterste noordoostpunt van de gemeente en van het schiereiland Butjadingen.

## Zie ook

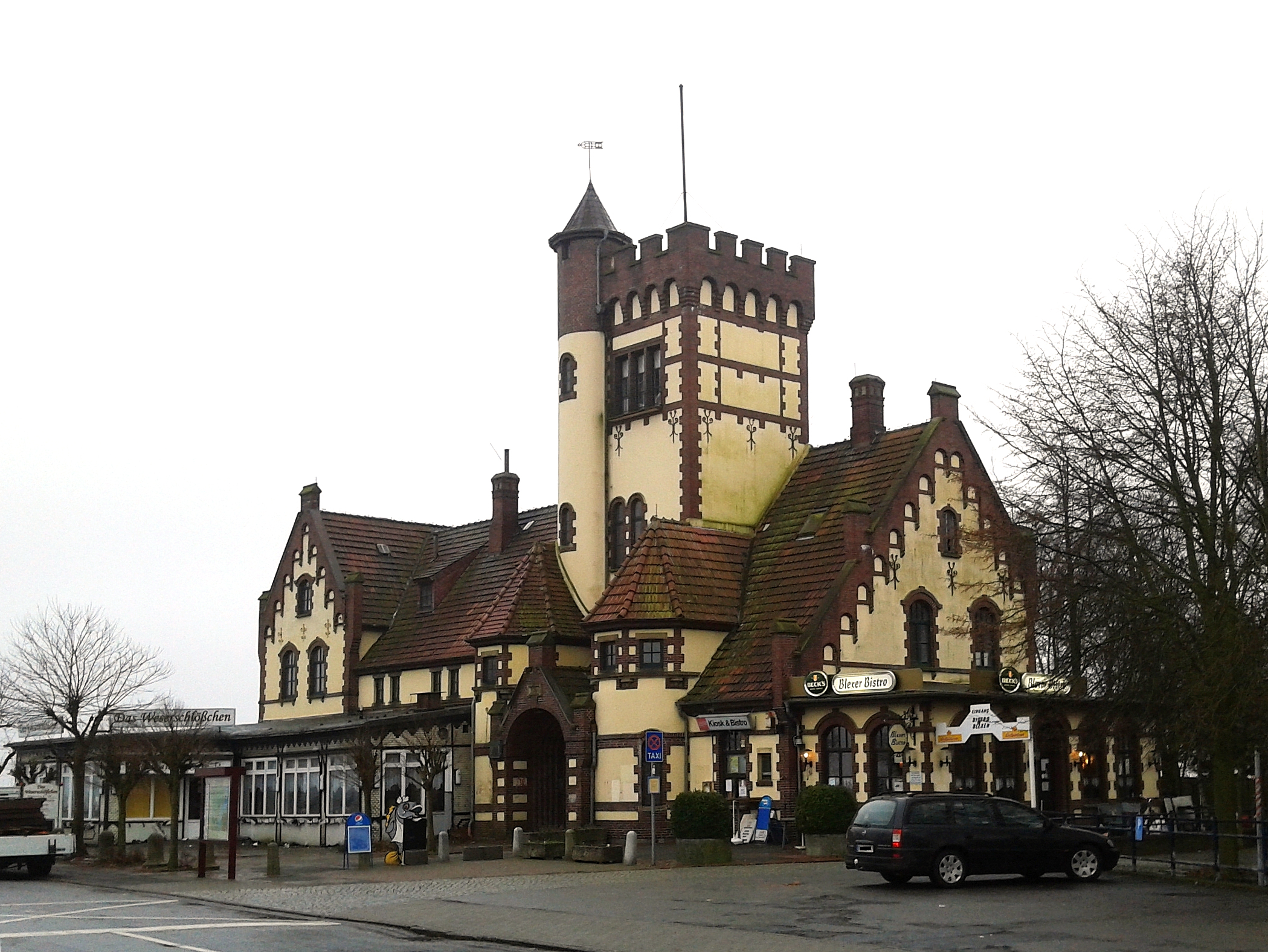
Voormalig station van Blexen